# Forest (Mississippi)
Forest é uma cidade localizada no estado americano de Mississippi, no Condado de Scott.

## Demografia
Segundo o censo americano de 2000, a sua população era de 5987 habitantes.
Em 2006, foi estimada uma população de 6008, um aumento de 21 (0.4%).

## Geografia
De acordo com o United States Census Bureau tem uma área de
33,8 km², dos quais 33,7 km² cobertos por terra e 0,1 km² cobertos por água. Forest localiza-se a aproximadamente 143 m acima do nível do mar.

## Localidades na vizinhança
O diagrama seguinte representa as localidades num raio de 28 km ao redor de Forest.